# Marihat Bukit
Marihat Bukit is een bestuurslaag in het regentschap Simalungun van de provincie Noord-Sumatra, Indonesië. Marihat Bukit telt 1910 inwoners (volkstelling 2010).